# 正莫镇
正莫镇，是中华人民共和国河北省石家庄市新乐市下辖的一个乡镇级行政单位。

## 行政区划
正莫镇下辖以下地区：
正莫村、岸城村、车固村、留祥村和康庄村。